# Lemmings (videogioco 1991)
Lemmings è un videogioco rompicapo sviluppato nel 1991 dalla DMA Design e pubblicato dalla Psygnosis inizialmente per Amiga. È uno dei giochi più originali e popolari del suo genere ed è ritenuto un classico. Nella prima metà degli anni novanta venne convertito per un enorme numero di computer e console, per queste ultime edito principalmente da SEGA e Sunsoft. Diede inizio a una serie con diversi seguiti e rifacimenti, oltre a ispirare numerosi cloni.
Il giocatore deve far arrivare a destinazione una serie di personaggi, graficamente molto piccoli, dando a ciascuno di loro specifici comandi in tempo reale; nel frattempo i personaggi camminano costantemente, avanzando noncuranti di tutti i pericoli.

## Modalità di gioco
Lo scopo del gioco è guidare fino alla destinazione predefinita i lemming, creaturine umanoidi con capelli verdi e lunga tunica blu, che prendono il nome dai roditori lemming. Bisogna trarli in salvo dalle situazioni spiacevoli in cui si possono cacciare, come cadere nei baratri, affogare nell'acqua o nella melma, venire bruciati, affettati, schiacciati e molto altro, e nel contempo cercare di dirigerli verso l'uscita del livello in corso. Per fare questo il giocatore deve sfruttare le abilità che può assegnare a ogni lemming per fare in modo che seguano una strada sicura che li condurrà al termine del livello.
Gli scenari sono bidimensionali con visuale di lato e i lemming camminano incessantemente sopra terreni e strutture di ogni genere che fanno da piattaforme, anche in pendenza. I lemming entrano in gioco uno alla volta cadendo da un'apertura che si forma in un certo punto del livello: il giocatore non ha alcun controllo su questo fatto, a parte aumentare la frequenza con cui scendono dall'apertura. In sintesi, prima che inizi ogni livello una schermata informa su quanti lemming entreranno, quanti ne debbano essere salvati perché il livello sia superato, quanto tempo si abbia a disposizione e quale sia la frequenza di uscita minima prestabilita.
I primi livelli sono di solito composti da una sola schermata, ma più avanti saranno composti anche da diversi schermi in lunghezza, visualizzabili con lo scorrimento orizzontale. È possibile mettere in pausa in qualunque momento per studiare con attenzione la morfologia del livello e decidere quali mosse fare compiere ai lemming. A ciascuno di essi infatti può essere attribuita una capacità che può sfruttare per risolvere il livello: per esempio, i lemming scavatori apriranno una via di fuga per i compagni, mentre i costruttori potranno costruire una scala per raggiungere punti inaccessibili. La difficoltà del gioco è data dal fatto che queste abilità non sono infinite (almeno non in tutti i livelli) e possono essere distribuite fra i lemming in numero limitato. Consumare un'abilità nel modo sbagliato può portare all'impossibilità di completare il livello, soprattutto quelli più difficili dove le abilità sono praticamente contate.
La versione originale e quelle più fedeli comprendono 120 livelli per giocatore singolo, affrontabili in quattro gruppi da 30 corrispondenti a quattro difficoltà, e 20 livelli per multigiocatore. Un sistema di password permette di ricominciare da un qualsiasi livello già raggiunto. L'espansione Oh No! More Lemmings! aggiunge 100 livelli.

### Controlli
Se a un lemming non viene attribuito nessun comando, esso continuerà a camminare fino a quando incontra un ostacolo (nel qual caso si gira nel verso opposto), un precipizio non troppo alto (cade giù e poi ricomincia a camminare), o qualche pericolo mortale (viene perduto definitivamente). Quando a un lemming viene attribuito un comando, esso lo eseguirà fino a quando non sarà più possibile proseguire (come gli scalatori o gli scavatori) o fino a quando muore (bombe). Gli otto possibili comandi, di cui i primi quattro hanno effetto permanente, sono:
- Scalatore: il lemming si arrampicherà su ogni parete verticale che incontra.
- Galleggiatore: il lemming scenderà dolcemente da ogni grande altezza usando un ombrello come paracadute, anziché spappolarsi al suolo come accadrebbe normalmente.
Un lemming contemporaneamente scalatore e paracadutista viene etichettato come atleta.
- Bomba: il lemming si autodistruggerà dopo 5 secondi scavando il terreno intorno a lui. Prima di esplodere grida un caratteristico verso simile a "oh, no!", che ha dato il nome anche alla prima espansione del gioco.
- Bloccatore: il lemming si fermerà sul posto in modo permanente, impedendo ogni movimento in quella direzione agli altri lemming, che si volteranno come se lui fosse una parete. L'unico modo per rimuovere un bloccatore è dargli il comando bomba.
- Costruttore ponte: il lemming farà comparire uno dopo l'altro 12 gradini con cui costruirà una scala, con un'angolazione di circa 30 gradi. Un effetto sonoro avverte il giocatore quando i gradini stanno per terminare. Il lemming riprenderà a camminare dopo aver fatto cenno di aver finito i gradini.
- Sfondatore: il lemming scava orizzontalmente attraverso gli ostacoli, continuando indefinitamente finché non termina il terreno. Se l'azione viene attribuita quando il lemming non è nelle immediate vicinanze di un ostacolo, essa andrà sprecata.
- Minatore: il lemming scava in diagonale verso il basso finché non termina il terreno.
- Scavatore: il lemming scava verticalmente verso il basso finché non termina il terreno.

A complicare i livelli possono esserci terreni indistruttibili che resistono agli scavi e alle bombe.
Esistono altri comandi generali:
- Pausa: il livello si immobilizza e il giocatore può riflettere con calma su come procedere.
- Super bomba: tutti i lemming diventano subito bombe, anche se l'abilità non è disponibile. In pratica è un modo colorito per uscire dal livello, tipicamente quando si è bloccati; molte versioni hanno anche un'opzione di uscita diretta, ma la super bomba è un classico molto usato per divertimento e per sfogare la frustrazione della sconfitta[7].

### Multigiocatore
Poche piattaforme, tra cui l'Amiga che ha il supporto per due mouse (mentre all'epoca mancava un apposito driver su MS-DOS), dispongono anche di una modalità a due giocatori in simultanea. In questo caso lo schermo è diviso verticalmente per separare la visuale dei due giocatori, che giocano sullo stesso scenario, controllando lemming di due colori diversi. Lo scopo è portare alla propria uscita più lemming dell'avversario, non importa di quale colore.
La funzionalità è presente su Amiga, Atari ST, CDTV, PC Engine, SNES e Mega Drive. La console portatile Game Gear ha una modalità multigiocatore con connessione via cavo, ma differente: i due giocatori competono su scenari indipendenti, a chi salva più rapidamente i propri lemming.

## Conversioni
La popolarità del gioco è stata tale da generare moltissime conversioni su altre piattaforme informatiche. Le piattaforme che possono vantare una conversione ufficiale di Lemmings sono: 3DO, Acorn Archimedes, Amiga CD32, Amstrad CPC, Atari Lynx, Atari ST, Commodore 64, Commodore CDTV, DOS, FM Towns, Game Boy, Game Gear, Macintosh, NES, PC-98, PC Engine, Philips CD-i, SAM Coupé, Sega Game Gear, Sega Master System, Sega Mega Drive, Sharp X68000, Super Nintendo, ZX Spectrum, telefoni cellulari (J2ME).
Versioni per Windows 95, PlayStation e Game Boy Color uscirono solo come raccolta Lemmings & Oh No! More Lemmings, comprensiva anche dei livelli dell'espansione del gioco originale.
Le conversioni furono più o meno fedeli all'originale; in particolare molte piattaforme non sono dotate di mouse, molto efficace per la selezione dei lemming, e molte piattaforme sono a 8 bit, con capacità inferiori all'Amiga; spesso mancano interi livelli, il numero massimo di lemming su schermo è ridotto, oppure altre caratteristiche sono assenti.
Nel 1991 la Data East realizzò anche una versione prototipo di Lemmings come videogioco arcade, che però non entrò in produzione.
La Systema realizzò un gioco elettronico portatile LCD di Lemmings, ma è un gioco a piattaforme che non ha praticamente niente delle meccaniche dell'originale.
Tra le conversioni non ufficiali, realizzate a livello amatoriale cercando di essere più fedeli possibile all'originale, si possono citare quelle per Java multipiattaforma (Lemmini e Lem32), Apple IIGS (LemminGS), calcolatrici scientifiche Texas Instruments TI-89/92 e TI-83/86 (Lemmingz) e Hewlett-Packard HP 48 e HP49G, Cambridge Z88, PalmOS, Windows CE, Windows (Copycat Lemmings), Symbian OS (UIQ), DHTML.

## Sviluppo
Lemming fu sviluppato originariamente dalla società britannica DMA Design. La squadra stava lavorando a Walker, sparatutto per Amiga nel quale compaiono numerosi soldati che corrono, graficamente piuttosto piccoli. Mike Dailly della DMA pensò che si potessero realizzare ancora più piccoli, alti 8 pixel anziché 16, e creò un'animazione dimostrativa da proporre ai suoi colleghi. Nell'animazione gli omini camminavano e morivano in vari modi, ma gli altri li trovarono divertenti, e si cominciò a pensare a come utilizzarli in un qualche nuovo gioco a tema diverso. Già da allora si suggerì che erano come lemming e questo nome rimase.
Il nome fa riferimento alla falsa credenza popolare sul suicidio di massa dei lemming, piccoli roditori che nei periodi di carestia si ucciderebbero gettandosi in massa da un dirupo per evitare la sovrappopolazione; in realtà i lemming migrano, anche a nuoto, e le eventuali morti sono solo accidentali.
Secondo Dailly fu Russell Kay, programmatore della versione DOS, il primo a vedere la potenzialità di un nuovo gioco e il primo a usare il nome lemming.
Gary Timmons migliorò l'animazione di Dailly e iniziò a far compiere ai personaggi altre azioni oltre a camminare. Il progetto per il nuovo gioco era mostrare fino a un centinaio di lemming alla volta, e per rendere il compito più facile all'Amiga i loro colori vennero ridotti a tre. La scelta di capelli verdi e vestito blu avvenne tenendo conto della versione del gioco per PC (DOS) con scheda grafica EGA e della sua limitata tavolozza. Un'altra idea era che i lemming potessero manipolare l'ambiente, togliendo o aggiungendo piccole parti dello scenario.
Il design dei livelli è opera principalmente di Gary Timmons, Scott Johnston e Mike Dailly, a parte alcuni livelli strani ideati da David Jones, programmatore della versione Amiga. Le iconiche vocine dei lemming "let's go", "oh no!", "yippee", importanti per rendere ancora più "carini" i personaggi, si devono al musicista Brian Johnston, che utilizzò la voce di sua madre. La colonna sonora originale contiene diversi brani tradizionali come London Bridge Is Falling Down, scelti in quanto erano liberi dal copyright.
Sebbene ritenuto principalmente un gioco Amiga (prima versione pubblicata), Lemmings fu progettato e sviluppato contemporaneamente per Amiga, Atari ST e MS-DOS da programmatori diversi. Poi vennero le molte altre conversioni, che solo in alcuni casi coinvolsero la DMA Design; l'azienda programmò le versioni ZX Spectrum, CD-i, CDTV e Atari Lynx.

## Accoglienza
Lemmings vendette 55 000 copie solo il primo giorno di lancio, una cifra ragguardevole per l'epoca. Raggiunse il primo posto nelle classifiche mensili delle vendite nel Regno Unito stilate dalla Gallup Ltd. per tutti i sistemi, per Amiga e per Atari ST. Vent'anni dopo la serie, tra conversioni e seguiti, era arrivata a vendere oltre 15 milioni di copie. L'originale rappresenta una pietra miliare del design di videogiochi britannico. Viene ricordato con affetto per i simpatici personaggi e per alcuni dei livelli rompicapo più ingegnosi mai creati.
La popolarità di Lemmings nei primi anni '90, quando uscì praticamente per tutti i sistemi disponibili, è stata enorme. Il successo di critica fu altrettanto grande, con molti giudizi particolarmente alti più o meno in tutte le versioni. Tra le riviste più entusiaste ci furono Génération 4 che assegnò un raro giudizio globale di "interesse" del 100% alla versione Amiga e The Games Machine che assegnò 98% alla versione Amiga.
Lemmings fu nominato videogioco dell'anno ai premi Excellence in Software Awards della Software Publishers Association e ai sondaggi delle riviste statunitensi Info e Amiga World. Power Play lo dichiarò miglior gioco per computer, miglior gioco di abilità, e miglior idea di gioco del 1991.
Tra le retrospettive, Computer Gaming World nel 1996 lo mise al 12º posto tra i migliori giochi per computer di tutti i tempi, e un sondaggio di Retro Gamer nel 2004 lo classificò 21° miglior videogioco di tutti i tempi.
Confrontando le conversioni in rapporto alle capacità dei sistemi, secondo Retrogame Magazine tra le migliori ci sono quelle per Commodore 64 (in grado di supportare ben 50 lemming alla volta), Mega Drive (ben 180 livelli), Atari Lynx, Master System (piuttosto fedele, con tutti i 120 livelli). Tra le meno riuscite Game Boy Color (seri problemi di scorrimento), NES (solo 14 lemming alla volta), Mac OS, Amiga CD32 (nessun miglioramento rispetto all'Amiga e manca il multigiocatore), PlayStation.
Lemmings diede inizio a una serie, ma l'originale fu così innovativo e ben riuscito che fu impossibile ripeterne il successo con i seguiti.

## Serie
Titoli ufficiali della serie di Lemmings, senza contare le varie raccolte:
- Oh No! More Lemmings! (1991) - un'espansione di Lemmings con 100 livelli aggiuntivi
- Xmas Lemmings (1991-1994) - serie di demo di Lemmings e Oh No! More Lemmings con alcuni livelli a sé stanti e con ambientazione natalizia
- 8 livelli aggiuntivi vennero inclusi anche in Covox Lemmings, una versione venduta insieme alle schede sonore Covox PC, e 16 livelli vennero allegati al libro guida Lemmings - The official companion book[11]
- Lemmings 2: The Tribes (1993) - il vero e proprio seguito di Lemmings
- All New World of Lemmings (1994) - capitolo iniziale di una trilogia che segue gli eventi di Lemmings 2, tuttavia gli altri due non saranno mai prodotti
- 3D Lemmings (1995) - gioco interamente tridimensionale che riprende le meccaniche del primo capitolo
- Lemmings Revolution (2000) - gioco con grafica 3D, ma meccaniche bidimensionali
- Lemmings (2006) - rifacimento della Sony Computer Entertainment per PlayStation Portable, poi pubblicato anche per PlayStation 2, PlayStation 3, PS Vita e Android (PlayStation Mobile). Per PS3 venne distribuito il 12 luglio 2007 tramite PlayStation Network[30]
- Lemmings: Touch (2014) - gioco per PS Vita basato su touch screen
- Lemmings (2017) - gioco per Android e iOS con gameplay simile all'originale

Esistono poi due giochi che riprendono i personaggi di Lemmings, ma in contesti molto differenti dal rompicapo originale:
- Lemmings Paintball (1996) - un ibrido puzzle/strategico con grafica isometrica
- The Adventures of Lomax (1996) - un platform game

## Imitazioni

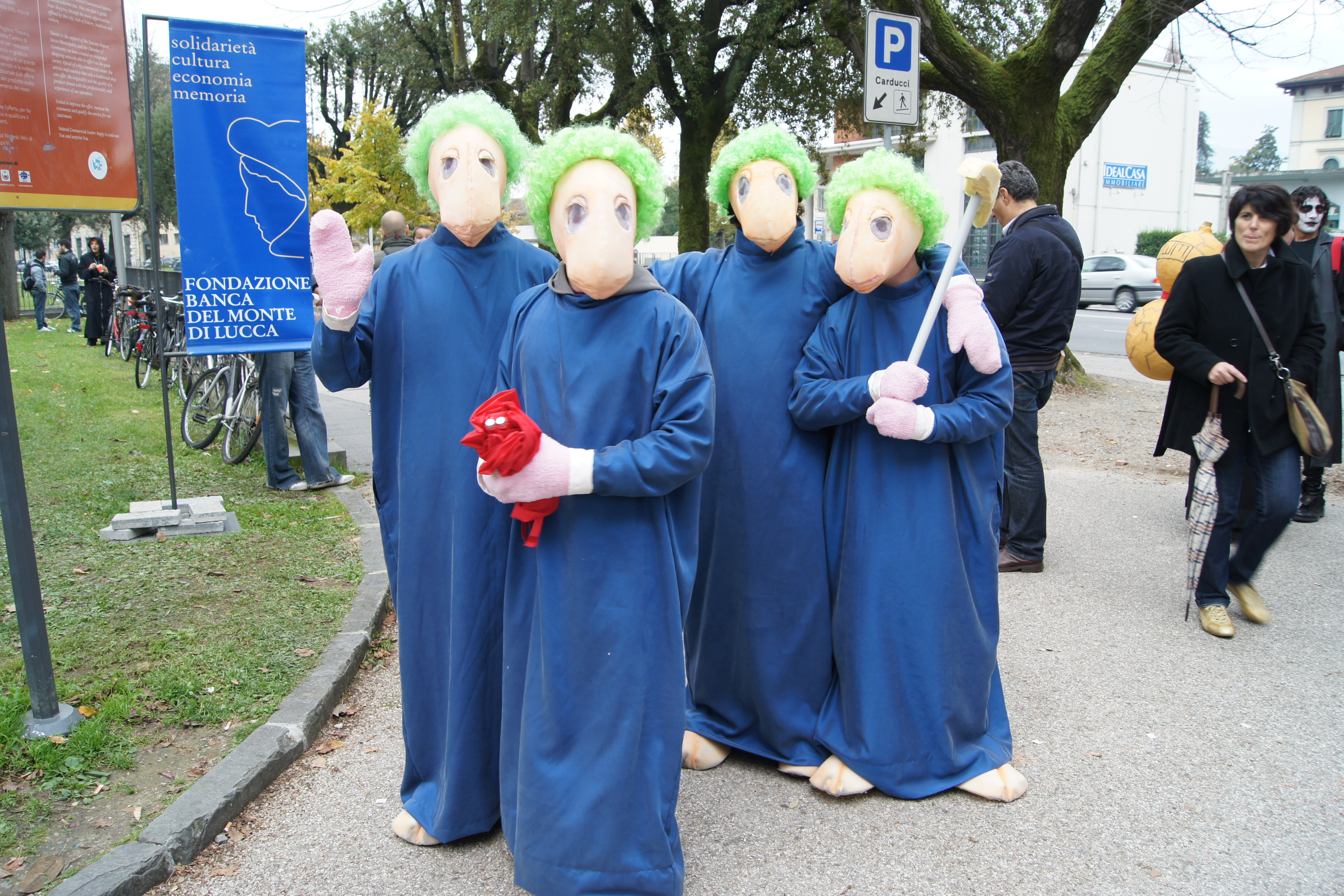
Cosplay dei lemming a Lucca.

L'originalità dell'idea e il notevole successo ottenuto hanno portato numerose software house a realizzare giochi dall'impianto molto simile a Lemmings, in cui il giocatore deve cercare di condurre un certo numero di creaturine indifese attraverso uno scenario irto di pericoli: è talvolta ricordato come un genere, allora nuovo, anche noto come save 'em up ("salvali tutti", imitando nomi di generi affermati come shoot 'em up).
Tra i giochi commerciali possiamo ricordare Troddlers (in cui il protagonista visibile nel gioco modifica lo schema creando e distruggendo blocchi per aiutare degli esserini ad arrivare a una porta) e Creepers (in cui bisogna condurre dei bruchi in un luogo sicuro). Un gioco dai contenuti simili ma dotato di grafica 3D isometrica è Sheep, in cui bisogna salvare un gregge di pecore.
Nel corso degli anni inoltre numerose comunità di appassionati si sono cimentate nel programmare cloni di Lemmings, solitamente distribuiti come freeware o shareware, tra i quali possiamo ricordare il multigiocatore Clones, Pingus (in cui vanno salvati dei pinguini decisamente somiglianti a Tux, la mascotte di Linux), Shoujo Attack (in cui si guidano minuscole ragazzine ispirate ai più comuni stereotipi dei manga giapponesi), Hamsters (con criceti), Lemmis, Ducks (con anatre), 3D Magnetic Marbles (con biglie rimbalzanti), Cheese Quest (con topi), Thinker, No IQ e suoi seguiti, Lutins.